# Hagmühle (Hemmingen)
Die Hagmühle ist eine ehemalige Wassermühle am Fluss Glems im Gemeindegebiet von Hemmingen. Sie steht seit 1992 unter Denkmalschutz.

## Lage
Die Mühle steht in Luftlinie ca. 1,7 km östlich des Hemminger Ortskerns auf einer Höhe von ungefähr 265 m ü. NHN an der Nebentalmündung des von links zulaufenden Gaichelgrabens. Oberhalb des Anwesens steht im Flusstal geschlossener Wald, unterhalb liegt ein Acker in der Talweitung, am linken unteren Talhang verläuft die aus dem Nebental zulaufende Strohgäubahn.

## Geschichte
Die Mühle wurde um 1150 erstmals als Mühle in Nippenburg urkundlich erwähnt, später tauchte auch der Name under Nyppenburg auf. Seit dem 16. Jahrhundert wird die Mühle mit ihrem heutigen Namen bezeichnet. Um 1495 bestand für die Hemminger Bevölkerung ein Mühlenzwang, das heißt die Bürger waren verpflichtet, ihr Getreide ausschließlich in der Hagmühle mahlen zu lassen, was dem Müller gleichbleibende Einkünfte sicherte. Der Herzog zu Württemberg und Teck sprach die Hagmühle kraft eines Mühlenbriefes von 1746 frei. Seit 1833 ist die Mühle im Besitz der Familie Silber.
Der 630 m lange, links von der Glems abgezweigte Kanal trieb ursprünglich drei oberschlächtige Wasserräder an. Die Mühle hatte zwei Mahlgänge und einen Gerbgang. Im Jahr 1863 wurden zwei der alten hölzernen Wasserräder durch ein einziges größeres Wasserrad aus Eisen ersetzt. Im Jahr 1905 besaß die Mühle zwei oberschlächtige Wasserräder von je 3,52 m Durchmesser und 1,37 m bzw. 0,91 m Breite. Sie nutzten ein Gefälle von 4,16 m und lieferten bei 200 l/s Wasserzufluss eine Rohleistung von 11,1 PS.
Im Jahr 1928 baute Eberhard Silber das bisherige Mühlengebäude zum Wohnhaus um und verlegte den Betrieb in das um 1800 erbaute Nebengebäude nördlich der Mühle. Dabei wurden die beiden Wasserräder entfernt und eine Francis-Turbine aufgestellt. 1937 kam zur Unterstützung der Wasserkraft ein Elektromotor mit 10 PS Leistung hinzu. Der Mahlbetrieb wurde 1991 eingestellt. Der letzte Müller war Eberhard Silber.
Das seit 1928 als Wohnhaus genutzte Hauptgebäude mit einem massiven mittelalterlichen Kern wurde 1996 umfassend saniert. Die Inneneinrichtung der Mühle aus der Zeit um 1928/29 ist noch weitgehend erhalten und funktionsfähig, ebenso der Mühlkanal und das Wehr.
Das Mühlengehöft und das Kellerhaus gehören als Stationen 30 und 31 zum Historischen Ortsrundgang Hemmingen.

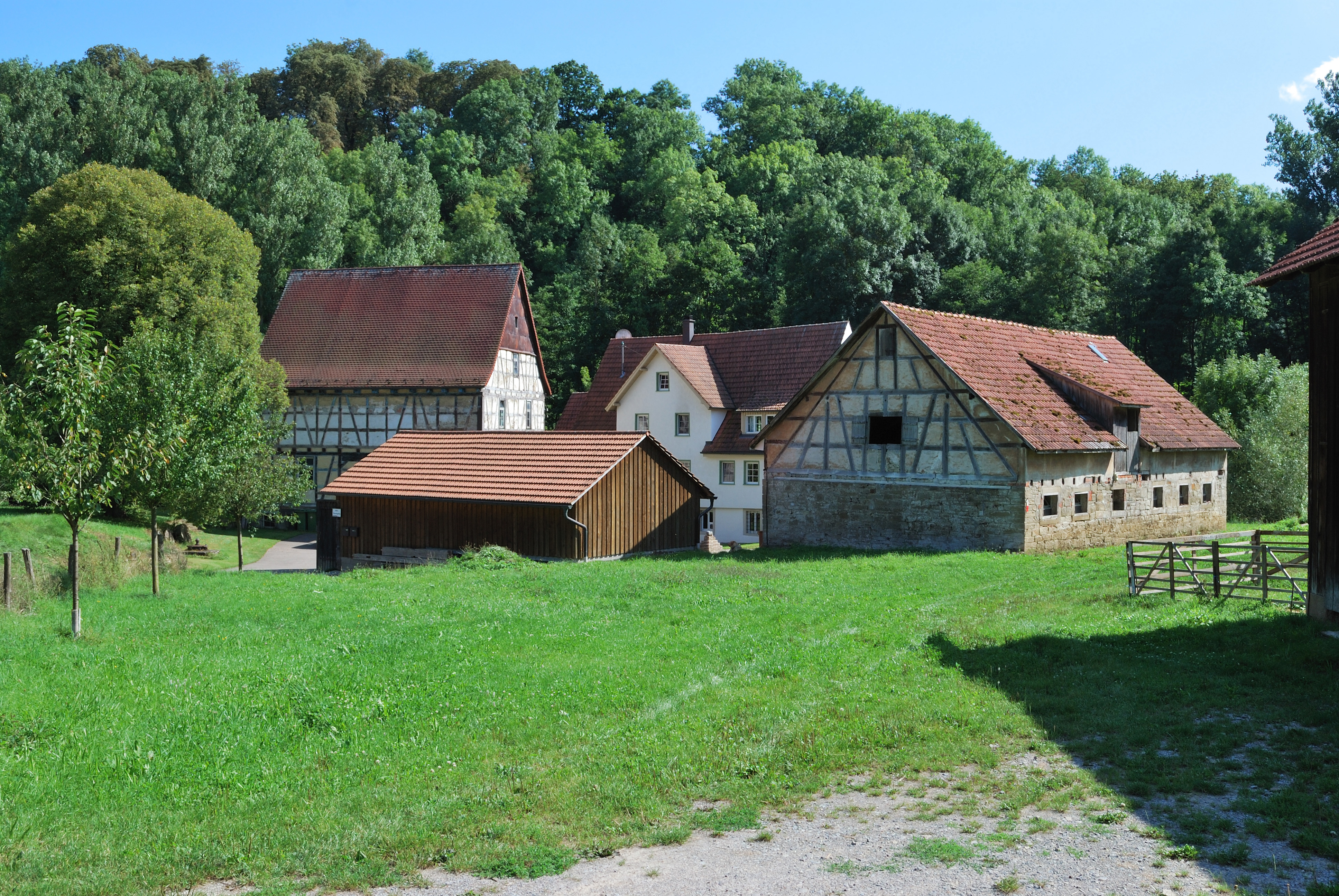
Die Hagmühle
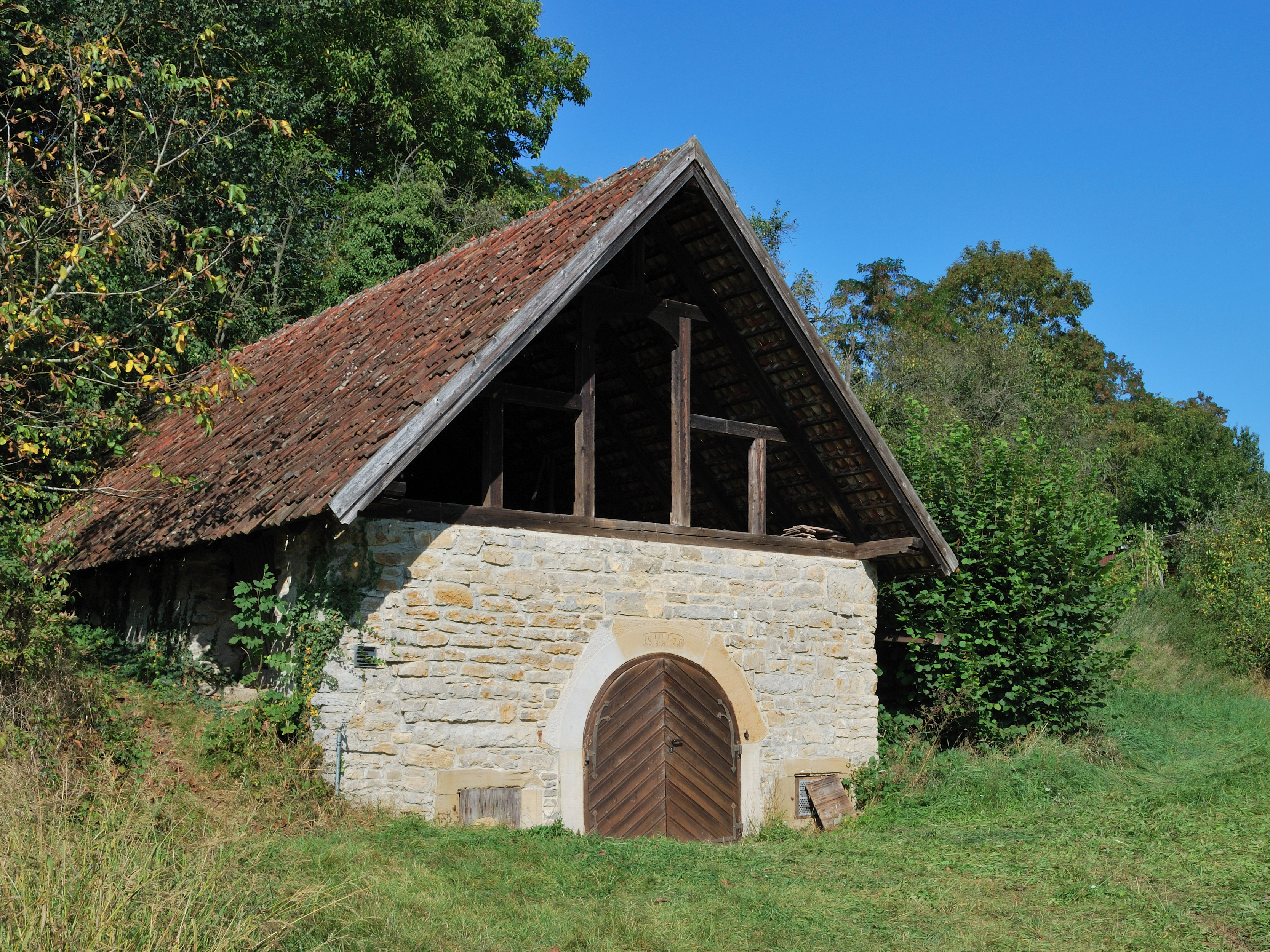
Ein Keller bei der Hagmühle